# Setge de Tui
El setge de Tui de 1809 va ser un episodi de la guerra del francès.

## Antecedents

Campanyes franceses

Després de la desastrosa Convenció de Sintra, en la qual es va permetre la repatriació de les tropes franceses derrotades en la batalla de Vimeiro, els comandants de l'exèrcit britànic van ser cridats a la seva pàtria per enfrontar-se a una recerca i les tropes expedicionàries britàniques a Espanya i Portugal van ser deixades al comandament de John Moore. Amb l'arribada del propi Napoleó amb un exèrcit a Espanya, els francesos van entrar a Madrid el 4 de desembre, van posar setge a Saragossa, que caigué en 21 de febrer de 1809, Soult rep ordres de l'emperador de perseguir i derrotar l'exèrcit anglès del general Moore, que ha de reembarcar durant la batalla de La Corunya i les tropes franceses conquesten Galícia sense resistència.
El rearmament austríac que acabaria amb la guerra de la Cinquena Coalició provocà que Napoleó marxés de Valladolid el 17 de gener, arribant a París el 23 de gener i va ordenar al mariscal Soult que envaís Portugal des del nord però l'hivern va fer impracticable el Miño i per la resistència de les forces portugueses situades entre Cerveira i Valença i Soult va decidir fer una volta per la frontera muntanyosa de l'alt Minho. El mariscal Soult va sortir de Tui el 17 de febrer en direcció a Portugal, deixant al general Lamartinière com a comandant de la ciutat, i de seguida la població de la província de Tui es va revoltar, obligant a la guarnició francesa de 3.000 homes a tancar-se a la ciutat, i Pere Caro Sureda, marquès de la Romana va enviar reforços des de la vall de Monterrei.

## El setge
El 15 de març, Mauricio Troncoso de Lira Sotomayor, l'abat de Couto, i el jutge i el procurador general de Tui i altres cabdills posaren a setge la ciutat, amb uns 8.000 homes, a la que s'uniren portuguesos de Valença, situada enfront, impedint l'enviament de reforços a Vigo, i esperaven que el setge acabés aviat amb èxit.
El 6 d'abril, Lamartinière va fer una sortida, prenent quatre canons a Francos, a prop de la ciutat, i s'aconsegueix més els ànims, el general Maucune des de Santiago amb una columna d'infanteria i cavalleria, i el general Heudelet amb una altra columna des de Portugal enviada per Soult, que havia pres Porto, per a recuperar l'artilleria que havia deixat. Heudelet pren Valença el 10 d'abril sense resistència, i Lamartinière es va unir a Heudelet a Valença.

## Conseqüències
Soult va travessar la frontera el 7 de març de 1809 per Trás-os-Montes amb 23.000 homes, d'ells 4.000 a cavall, i 50 peces d'artilleria, prenent Chaves el 12 de març. i escombrant les defenses de Braga el 20 de març i les de Porto el 28 de març de 1809.
Francisco da Silveira, amb un exèrcit format per tropes regulars, reorganitzat després de ser dissolt per Jean-Andoche Junot durant la primera invasió, regiments de milícies, nombroses ordenanças i voluntaris civils, mal armats i mal equipats, sense oficials va recuperar Chaves el 20 de març, i escampant les seves forces pel Tâmega fins Amarante i Peñafiel bloquejant Louis Henri Loison fins al 2 de maig. quan Arthur Wellesley, que va arribar a Lisboa el 22 d'abril ja havia iniciat l'ofensiva, obligant, després de la segona batalla de Porto, a la retirada de Soult de Portugal fins al seu punt de partida, la ciutat d'Ourense. Sabedor el mariscal Ney de les diferències entre la Junta d'Astúries i la Romana, va envair Astúries amb 6.000 homes des de Galícia fins a Oviedo, mentre des de Valladolid amb una força semblant travessava el port de Pajares el general François Étienne de Kellermann. Ney va entrar a Oviedo el 19 de Maig, Kellermann va quedar-se a Oviedo, i a Villaviciosa al general Jean Pierre François Bonet, que havia arribat des de Santander, i Ney va tornar a Galícia. El mes de juny, Soult decideix abandonar Galícia per Valdeorras en direcció a Zamora després de la seva derrota a la batalla de Ponte Sampaio.
Wellesley va avançar cap a Espanya per unir-se als espanyols de general Cuesta, combatent a la batalla de Talavera contra sota el mariscal Claude Victor Perrin i el major general Horace Sébastiani, i Wellesley immediatament es va retirar a Portugal atès que Nicolas Jean de Dieu Soult pretenia tallar la seva retirada a Portugal.